# Trzebule
Trzebule (niem. Treppeln) – wieś w Polsce, położona w województwie lubuskim, w powiecie krośnieńskim, w gminie Dąbie.
W latach 1975–1998 miejscowość administracyjnie należała do województwa zielonogórskiego.

## Historia

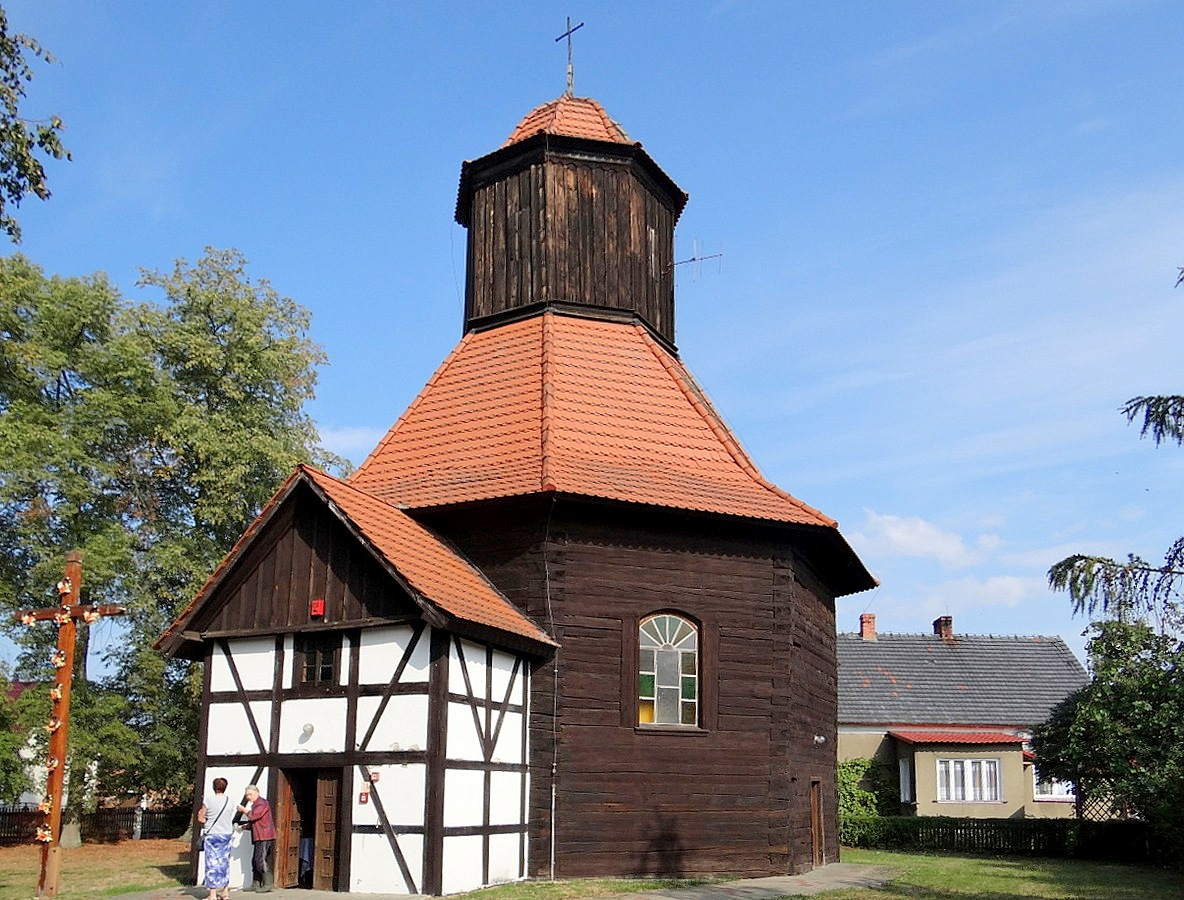
Drewniano-szachulcowy kościół św. Jana Chrzciciela

O tutejszych dobrach pierwsze informacje pochodzą z XV wieku. Około 1500 roku odnotowano osiadłych we wsi Bornsdorfów. Dokonali oni sprzedaży czynszów oraz dochodów. Następnymi właścicielami majątku była rodzina von Knobelsdorff, a dobra od tej rodziny w 1664 zakupili Marwitzowie. Pod patronatem Dietricha von der Marwitza w 1670 roku zbudowano we wsi kościół. W późniejszym okresie często zmieniali się właściciele dóbr trzebulskich, a byli wśród nich Christian Otto von Gröben i rodzina Żychlińskich. Właścicielem dóbr w latach 70 XIX wieku był generał kawalerii baron von Rheinbaben i w tym czasie we wsi pracowała fabryka krochmalu, młyn parowy i wodny oraz cegielnia. W 1900 roku osiedlił się tu baron von Finckenstein, a rodzina Finckensteinów prawdopodobnie władała majątkiem trzebulskim do II wojny światowej.

## Zabytki
Do wojewódzkiego rejestru zabytków wpisane są:
- kościół ewangelicki, obecnie rzymskokatolicki filialny pod wezwaniem św. Jana Chrzciciela z XVII wieku,
- zespół pałacowy, z połowy XIX wieku:
  - pałac zbudowano w trzeciej ćwierci XIX stulecia[7][3]. Neoklasycystyczny na zrębach starszej budowli, której relikty zachowały się jeszcze w pałacowych piwnicach. Jest parterową podpiwniczoną budowlą zbudowaną na planie podkowy. Posiada piętrowy ryzalit umieszczony w elewacji frontowej oraz dwuspadowy dach[3]. Po II wojnie światowej budynek pałacu znajdował się w zarządzie państwowego gospodarstwa rolnego i przez wiele lat pełnił funkcje mieszkalne. Od dłuższego czasu jest nieużytkowany i ulega postępującej dewastacji[3],
  - budynki gospodarcze,
  - park z sadem.